# Сумитомо Масатомо
Сумитомо Масатомо (яп. 住友 政友) — японский купец эпохи Эдо. Основатель Sumitomo Group.

## Биография
Родился в 1585 году. В возрасте 12 лет по настоянию своих родителей встаёт на путь монашества, а позже становится учеником буддийского монаха Кугэна. Около 30 лет Сумитомо посвящает буддизму, но вскоре после смерти учителя становится перед сложным выбором: монашеская жизнь и необходимость прокормить себя.

## Предпринимательская деятельность
Вскоре выход был найден. Движимый заботой о ближнем, в 1630 году Сумитомо открывает магазин лекарств. Эта дата считается датой основания одного из крупнейших промышленных конгломератов Японии — Sumitomo.
Продолжателями дела Сумитомо стали Сога Риэмон, женившийся на его сестре и взявший фамилию Сумитомо, и дети Риэмона. Именно они занялись медеплавильным бизнесом, принесшим известность фамилии Сумитомо.